# Claudio de León Facchin

Claudio de León Facchín (Uruguay, 12 de febrero de 1975) es un Juez penal Uruguayo.

## Inicios
Los inicios del Dr. Claudio De León hay que buscarlos en el área del periodismo y la locución. 
Se desempeñó en Radio Carve, Sodre, Imparcial y Oriental.
En el año 2008 se gradúa como Dr. En Derecho y Ciencias Sociales, título otorgado por la UDELAR. En su carácter de investigador, ha participado de la Cátedra de Derecho Civil como Aspirante a profesor de la Facultad de Derecho, UDELAR, durante varios años.

## Carrera profesional
Comienza su formación para la judicatura y en el año 2014 egresa del Centro de Estudios Judiciales (CEJU). 
Tras su nombramiento, se le asigna el Juzgado de Paz de San Javier como primer destino; inmediatamente es trasladado a la Sede de Paz de Florencio Sánchez; a los dos años asciende a Juez de Paz departamental y pasa a desempeñarse en la Ciudad de Bella Unión. 
Previo pasaje por uno de los turnos de Paz departamental de Paysandú, ascendió a Juez Letrado, desempeñándose actualmente en el Juzgado Penal de Fray Bentos de 1.er Turno. 
Desde su ingreso a la Judicatura es asiduo asistente a múltiples espacios de actualización y formación, tanto en el País como en el extranjero, organizados por diferentes organizaciones como: 
	El Centro de Estudios de Justicia de las Américas, JSCA (Santiago de Chile – Chile)
	La Universidad Católica del Uruguay
	El Departamento de Justicia de los Estados Unidos de América a través del F.B.I
	La Suprema Corte de Justicia,  
	El RIAEJ
El ejercicio de la Judicatura no le impidió el desarrollo y práctica de la docencia, en calidad de esto último, participó en como expositor designado por la Suprema Corte de Justicia e incluso fue designado por el CEJU como replicador docente en la temática "Libertad de Expresión, Acceso a la Información y Seguridad de los Periodistas “
Actualmente ejerce como Juez letrado de Fray Bentos de 1.er turno